# Enzo Geerts
Enzo Geerts (Keerbergen, Flandes; 3 de enero de 2005) es un futbolista profesional belga de ascendencia polaca que juega como centrocampista en el Jong PSV de la Eerste Divisie. Nacido en Bélgica, representó a su país de nacimiento en las categorías inferiores antes de optar por jugar con Polonia.

## Primeros años
Geerts fue jugador juvenil en el KSC Keerbergen y luego en el KV Mechelen de su Bélgica natal.

## Carrera en el club
En 2017, Geerts fichó por el PSV Eindhoven holandés, que se impuso a la competencia de equipos belgas como el Club Brujas y el Genk. Firmó su primer contrato profesional con el PSV en julio de 2021. En agosto de 2022 firmó un nuevo contrato de tres años con el PSV hasta 2025.
Debutó en la Eerste Divisie el 6 de enero de 2023, cuando el Jong PSV se enfrentó al NAC Breda en el Rat Verlegh Stadion. Debutó con la selección absoluta el 20 de enero de 2023, como suplente, cuando el FC Den Bosch recibió al Jong PSV en el estadio De Vliert.

## Carrera internacional
Geerts nació de padre belga y madre polaca, y tiene doble nacionalidad tras obtener el pasaporte polaco a principios de 2024. Ha representado a Bélgica en las categorías sub-17 y sub-18. En octubre de ese año, recibió su primera convocatoria con la selección sub-20 de Polonia para los partidos de la Liga Elite de noviembre contra Italia e Inglaterra. Consiguió su primera convocatoria en el empate a uno contra esta última el 19 de noviembre.